# بخش بیرچدیل، شهرستان تاد، مینه سوتا
بخش بیرچدیل (به انگلیسی: Birchdale Township) یک منطقهٔ مسکونی در ایالات متحده آمریکا است که در شهرستان تاد، مینه‌سوتا واقع شده‌است.
 بخش بیرچدیل ۹۳٫۱ کیلومتر مربع مساحت و ۸۱۴ نفر جمعیت دارد و ۳۸۰ متر بالاتر از سطح دریا واقع شده‌است.